# Style Regency
Le style Regency est le style architectural des bâtiments construits en Grande-Bretagne au début du XIXe siècle, lorsque George IV était prince régent, ainsi que les constructions ultérieures. Cette période coïncide avec le style Empire en France, le style fédéral aux États-Unis et le Biedermeier dans les pays germanophones.

## Caractéristiques

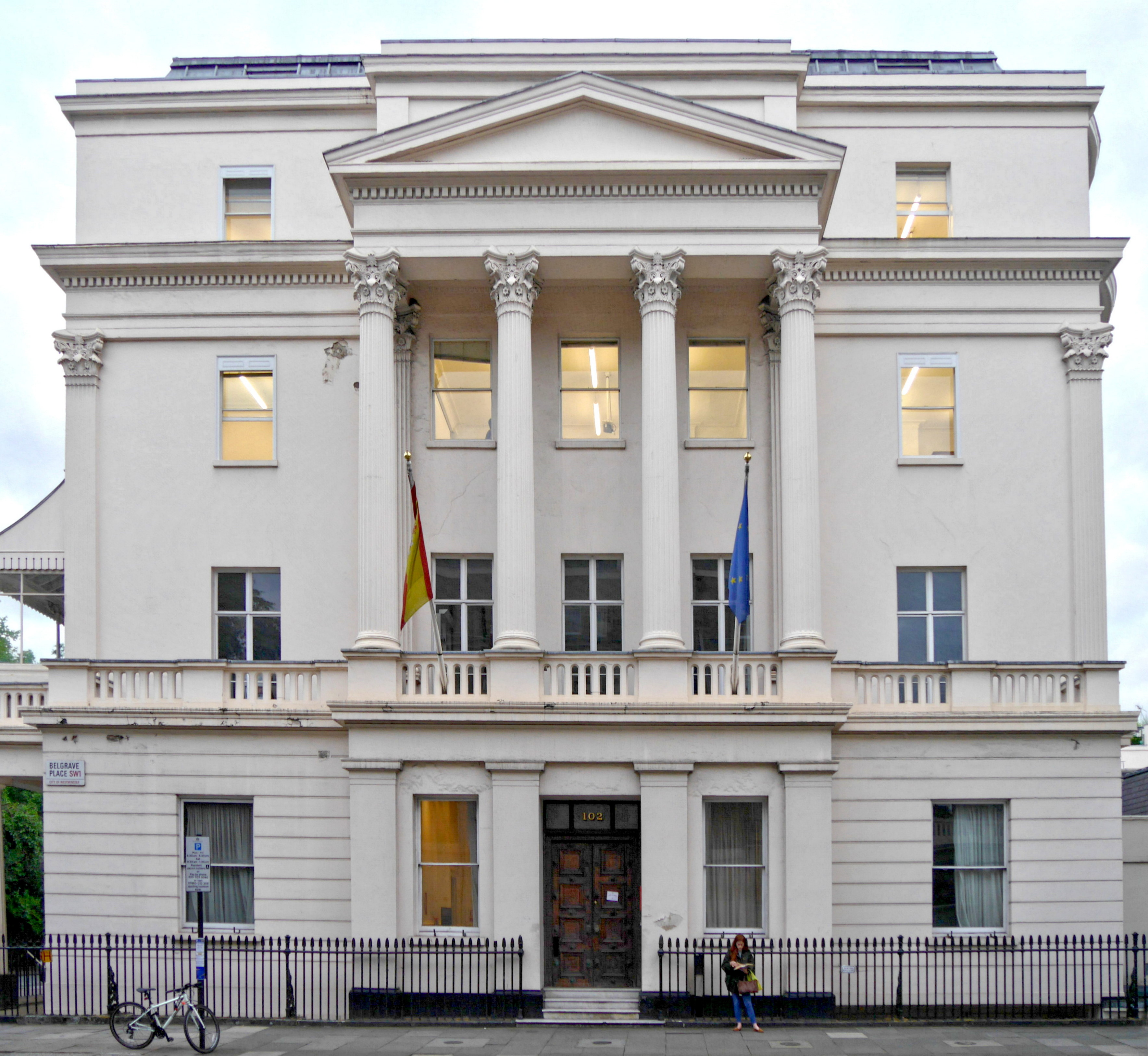
No 102, Eaton Square, Londres.

Ce style suit de près le style architectural néo-classique georgien, qui tire son nom des quatre rois George de la période 1720-1840, y compris George IV, auquel il ajoute une élégance et une légèreté de touche. De nombreux bâtiments de style Regency comportent une façade en stuc peinte en blanc et une entrée à la porte principale généralement de couleur noire et encadrée par deux colonnes. Les résidences de style Regency sont généralement construites en forme de terrasses ou de croissants. C’est avec ce style qu’est née la mode des élégants balcons en fer forgé et des bow-windows.

## Historique

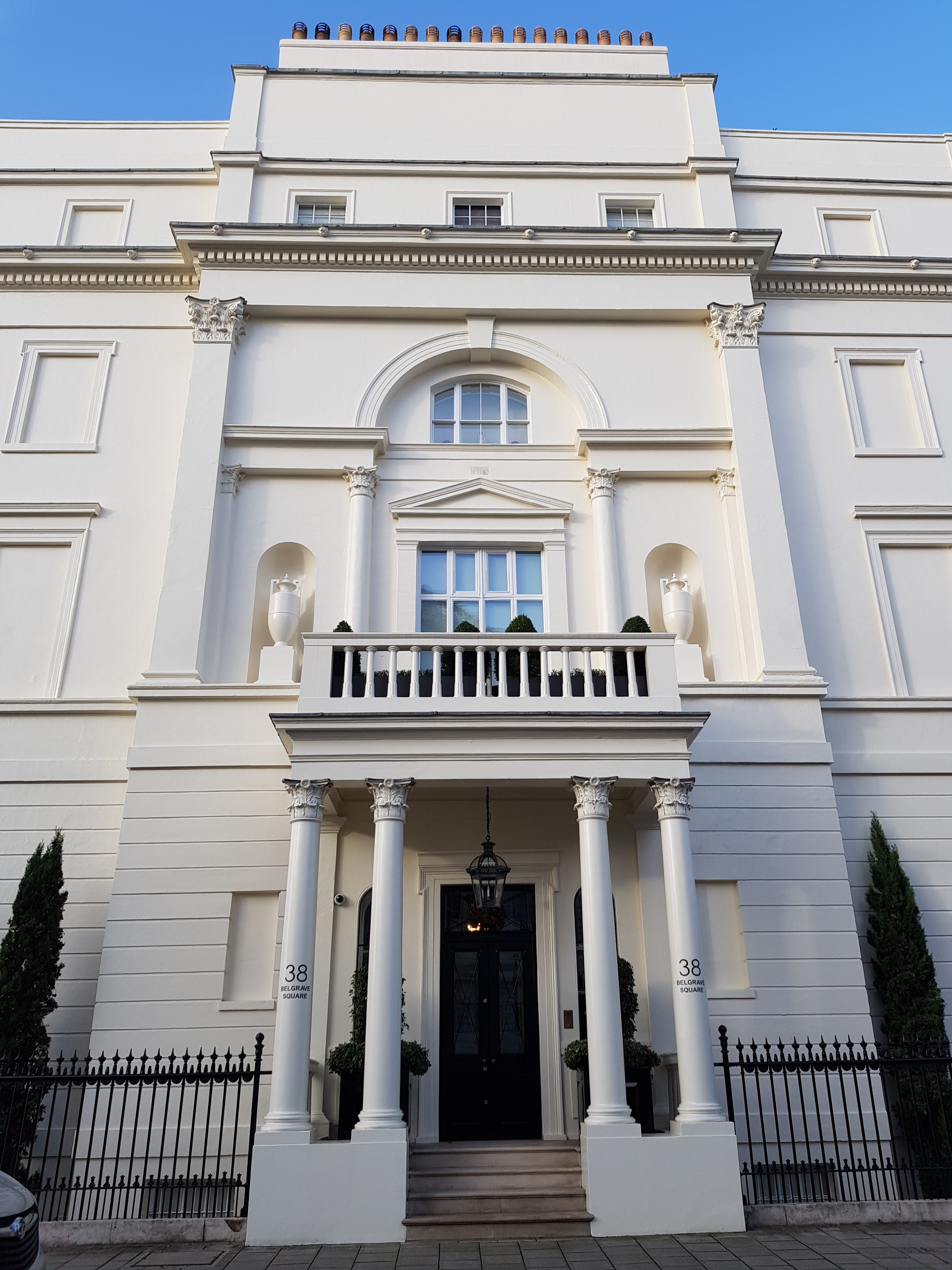
No 38, Belgrave Square, Londres.

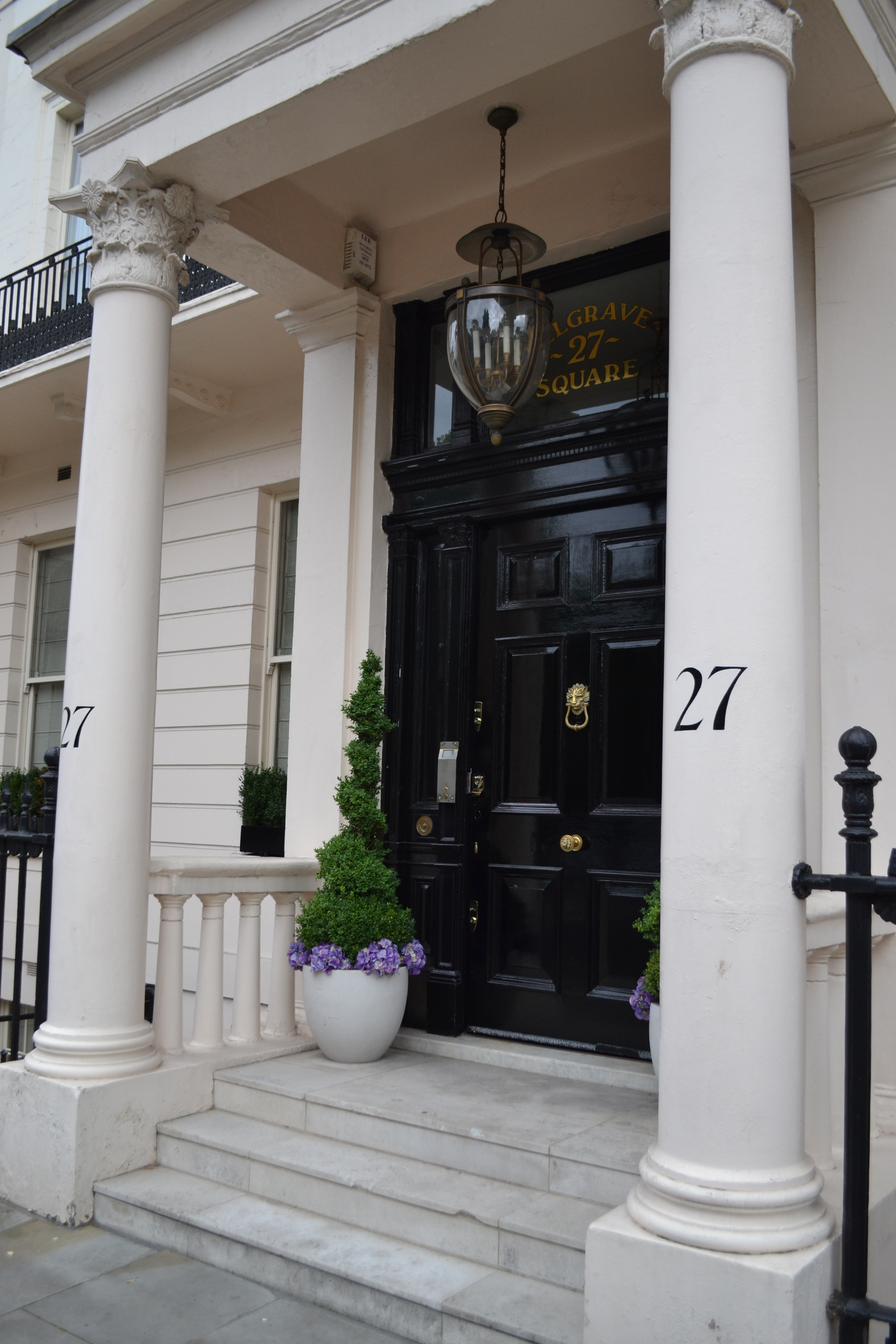
No 27, Belgrave Square, Londres.

Le style Regency a été institué par John Nash, le concepteur des terrasses de Regent's Park et de Regent Street à Londres. 

## Lieux
À Londres même, il y a beaucoup de rues de style Regency dans les quartiers autour de Victoria, Pimlico, Mayfair, Belgravia et autres quartiers centraux. Devenu l’urbaniste et l’architecte attitré du roi George IV, John Nash a considérablement modifié la physionomie du centre de Londres au cours du premier tiers du XIXe siècle.
D’autres exemples de propriétés Regency dominent Brighton et Hove dans le Sussex, en particulier dans les domaines de Kemp Town et de Brunswick (Hove). 
La ville de Cheltenham dans le Gloucestershire fournit également de nombreux exemples de style Regency et réclame le titre de « ville Regency la plus complète en Angleterre ». Le Royal Leamington Spa dans le Warwickshire, en particulier dans certaines parties de The Parade, Clarendon Square et Landsdowne Circus offrent également de bonnes illustrations du style Regency.

## Autres
Le terme de « style Regency » s’applique également aux arts décoratifs, à la décoration intérieure et au style vestimentaire de la même période. Il se caractérise par un mobilier élégant et du papier peint à rayures verticales. Le style Regency pour les hommes est illustré par le dandy Beau Brummell et celui pour les femmes, par la silhouette Empire. La circulation des livres d'échantillons et les voyages des commerçants anglais ont contribué à implanter fortement le style Regency à l’étranger, notamment aux États-Unis. Au Canada, l'Hôpital de la Marine (1834) à Québec se distingue par l'introduction du style dans un projet majeur.